# Tenerife Bluetrail
Fred. Olsen Tenerife Bluetrail, mieux connu simplement comme Tenerife Bluetrail (anciennement CajaMar Tenerife Bluetrail), est un ultramarathon de montagne offrant cinq parcours différents pour les personnes avec ou sans handicap. Il a lieu chaque année en juin sur l'île de Tenerife (Espagne). Un tel ultramarathon a commencé sa première édition en 2011 organisée depuis lors par le Cabildo de Tenerife.
C'est la plus haute course d'altitude en Espagne et la deuxième en Europe. Elle traverse le parc national du Teide (3 555 mètres). Pour cette raison, c'est l'un des événements sportifs les plus importants dans les îles Canaries et l'une des courses les plus réputées sur le plan international, attirant les coureurs des quatre coins du pays et du monde.

## Histoire
L'édition 2020 est annulée en raison de la pandémie de Covid-19.

## Modalités
Le circuit offre cinq parcours : Ultra (97 km), Trail (66 km) Marathon (43 km), Media (21 km) et Reto Bluetrail.

## Vainqueurs

### Ultra
| Édition | Date | Hommes                                              | Hommes                                              | Hommes                                              | Femmes                                              | Femmes                                              | Femmes                                              |
| ------- | ---- | --------------------------------------------------- | --------------------------------------------------- | --------------------------------------------------- | --------------------------------------------------- | --------------------------------------------------- | --------------------------------------------------- |
|         |      | Rang                                                | Athlète                                             | Temps                                               | Rang                                                | Athlète                                             | Temps                                               |
| 1re     | 2011 | 1er                                                 | Miguel Heras Hernández                              | 10 h 43 min 19 s                                    | 10e                                                 | Nerea Martínez Urruzola                             | 13 h 48 min 30 s                                    |
| 2e      | 2012 | 1er                                                 | Santiago Obaya Fernández                            | 14 h 5 min 37 s                                     | aucune concurrente à l'arrivée                      | aucune concurrente à l'arrivée                      | aucune concurrente à l'arrivée                      |
| 3e      | 2013 | 1er                                                 | David López Castán                                  | 10 h 56 min 3 s                                     | 10e                                                 | Rosario Adrián Caró                                 | 12 h 59 min 9 s                                     |
| 4e      | 2014 | 1er                                                 | Luis Alberto Hernando                               | 11 h 8 min 8 s                                      | 34e                                                 | Silvia Trigueros Garrote                            | 14 h 29 min 23 s                                    |
| 5e      | 2015 | 1er                                                 | Carlos Pascual Sempere                              | 13 h 2 min 34 s                                     | 12e                                                 | Antonia Raquel Rivero Delgado                       | 15 h 3 min 34 s                                     |
| 6e      | 2016 | 1er                                                 | Sangé Sherpa                                        | 12 h 1 min 27 s                                     | 35e                                                 | Marcia Zhou                                         | 17 h 15 min 10 s                                    |
| 7e      | 2017 | 1er                                                 | Yeray Durán López                                   | 11 h 29 min 47 s                                    | 11e                                                 | Christelle Bard                                     | 13 h 58 min 7 s                                     |
| 8e      | 2018 | 1er                                                 | Yeray Durán López — 2e victoire                     | 12 h 57 min 3 s                                     | 4e                                                  | Azara García de los Salmones                        | 14 h 21 min 52 s                                    |
| 11e     | 2019 | 1er                                                 | Yeray Durán López — 3e victoire                     | 11 h 48 min 9 s                                     | 18e                                                 | Leire Martínez Herrera                              | 14 h 36 min 42 s                                    |
| -       | 2020 | Course annulée en raison de la pandémie de Covid-19 | Course annulée en raison de la pandémie de Covid-19 | Course annulée en raison de la pandémie de Covid-19 | Course annulée en raison de la pandémie de Covid-19 | Course annulée en raison de la pandémie de Covid-19 | Course annulée en raison de la pandémie de Covid-19 |
| 12e     | 2021 | 1er                                                 | David Calero Rodríguez                              | 12 h 54 min 16 s                                    | 10e                                                 | Maryline Nakache                                    | 14 h 36 min 26 s                                    |
| 13e     | 2022 | 1er                                                 | Fotis Zisimopoulos                                  | 12 h 25 min 44 s                                    | 25e                                                 | Nina Kreisherr                                      | 16 h 24 min 1 s                                     |
| 14e     | 2023 | 1er                                                 | Cristofer Clemente Mora                             | 10 h 32 min 21 s                                    | 18e                                                 | Marta Vigano                                        | 13 h 41 min 11 s                                    |
| 15e     | 2024 | 1er                                                 | Manuel Anguita                                      | 12 h 54 min 22 s                                    | 8e                                                  | Eva-Maria Sperger                                   | 15 h 18 min 55 s                                    |
| 16e     | 2025 | 1er                                                 | Tom Evans                                           | 12 h 32 min 20 s                                    | 15e                                                 | Estel Roig Fortin                                   | 15 h 16 min 32 s                                    |

## Renommée
Le Bluetrail Tenerife est considéré comme l'un des marathons les plus importantes du monde. En 2017 par exemple, la course a attiré quelque 2 700 coureurs de 33 pays : Italie, Allemagne, Royaume-Uni, Argentine, États-Unis, Pays-Bas, France, Autriche, Belgique, Algérie, Chine, Slovaquie, Finlande, Hongrie, Irlande, Pologne, la Turquie, la Roumanie, la Russie, l'Albanie, Andorre, Australie, Chili, Danemark, Estonie, Lituanie, Monténégro, Paraguay, Portugal, Suisse, Uruguay et l'Ouzbékistan.

## Coureurs en vedette
- Sangé Sherpa (Népal, 1981), vainqueur du Cajamar Tenerife Bluetrail 2016[4].
- María Lorena Ramírez (Mexique, 1995), coureuse de fond du groupe ethnique Tarahumara ou Rarámuri[5].